# Tokrau
Tokrau na horním toku zvaný Žamankul (rusky Токрау nebo Жаманкуль) je řeka v Karagandské oblasti v Kazachstánu. Je 298 km dlouhá. Povodí má rozlohu 21 100 km².

## Průběh toku
Pramení v pohoří Kyzyltas (Kazašská pahorkatina). Ztrácí se v píscích pouště severně od jezera Balchaš.

## Vodní režim
Zdroj vody je převážně sněhový. Průměrný roční průtok vody ve vzdálenosti 134 km od ústí je 1,56 m³/s. Na dolním toku vysychá.